# Thomas François Burgers
Thomas François Burgers (Langefontein, Graaff-Reinet, 15 april 1834 - Richmond, 9 december 1881) was de vierde president van de Zuid-Afrikaansche Republiek (Transvaal) van 1872 tot 1877.

## Biografie

### Opleiding en predikant
Burgers werd geboren op de boerderij Langefontein in de Britse Kaapkolonie en studeerde theologie in Nederland aan de Universiteit Utrecht. Hoogleraar Cornelis Willem Opzoomer beïnvloedde hem in zijn ontwikkeling tot een liberale en rationalistische man. Meteen na zijn afstuderen trouwde hij met de Schotse Mary Bryson (1836-1929), met wie hij terugkeerde naar de Kaapkolonie.
In 1859 werd Burgers de eerste predikant van het dorpje Hanover in de Kaapkolonie. Met zijn vooruitstrevende ideeën kwam hij in conflict met de conservatieve Nederduits Gereformeerde Kerk dat hem van ketterij beschuldigde. In 1863 werd hij tijdelijk geschorst en splitsten tegenstanders van Burgers zich af in een aparte gemeente. Toen hij in 1871 een reis maakte door Transvaal had Burgers als predikant vrijwel geen invloed meer.

### Verkiezing van 1872
In 1872 vonden de presidentsverkiezingen van de Zuid-Afrikaansche Republiek plaats, na het ontslag van president Marthinus Wessel Pretorius vanwege een verloren dispuut met het Verenigd Koninkrijk over de onlangs ontdekte diamantvelden. De Transvalers zagen de uitverkoren opvolger in de populaire president Johannes Henricus Brand van de Oranje Vrijstaat en Burgers trad naar voren als zijn tegenkandidaat. Toen Brand voor de eer bedankte bleef de vreemdeling Burgers over als presidentskandidaat.
Burgers nam het in de verkiezingen als progressief op tegen de conservatieve geïntegreerde Engelsman William Robinson, die gesteund werd door de populaire generaal Paul Kruger. Burgers werd met 2.964 stemmen tegen 388 verkozen tot de nieuwe president van de Zuid-Afrikaansche Republiek. De verklaring achter deze grote overwinning was dat de Boeren, nadat president Pretorius zich in de luren had laten leggen door de Britse advocaten, toe waren aan een geleerd man, ongeacht Burgers' religieuze liberalisme.

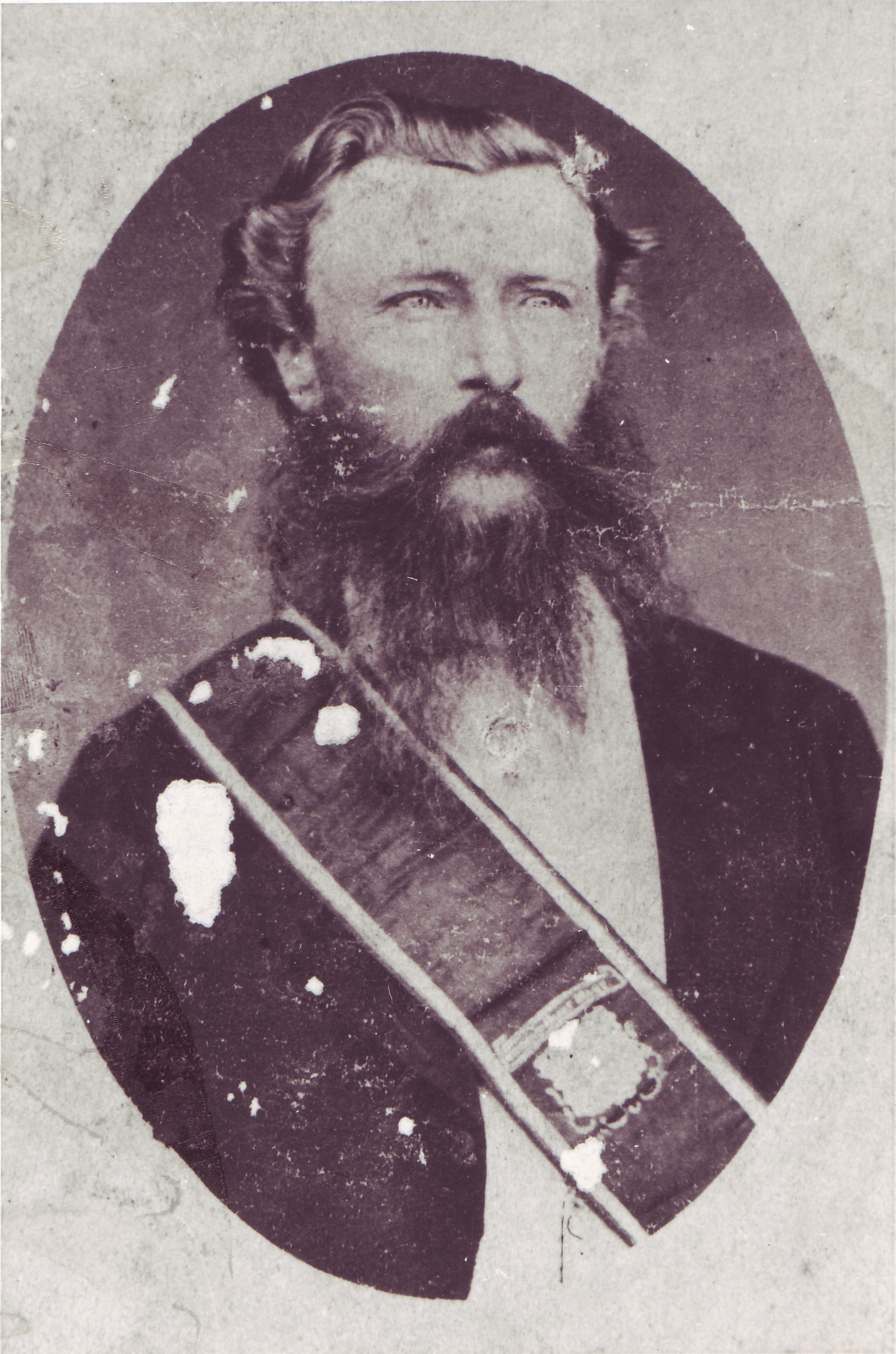
Burgers met presidentiële sjerp

### Regering
Op 1 juli 1872 legde Burgers de ambtseed af en introduceerde hij een ambitieus regeringsplan. Hij begon met het verbeteren van de overheid, staatsfinanciën, onderwijs, mineraalwinning en buitenlandse relaties. Zijn meest ambitieuze project was het aanleggen van een spoorlijn van Pretoria naar Lourenço Marques, waarvoor hij in 1875 naar Europa reisde om leningen af te sluiten terwijl generaal Piet Joubert als waarnemend president optrad. In Nederland versterkte hij de Transvaalse overheid met de Zwollenaar Pieter Jorissen en de Texelse Willem Eduard Bok. Verder had hij belangstelling voor de verbetering van het culturele leven in Transvaal met het tot stand brengen van bibliotheken, literaire en natuurwetenschappelijke verenigingen, musea, dorpsparken, botanische tuinen, een krant en het Volkslied van Transvaal, geschreven door zijn Nederlandse studievriendin Catharina van Rees.
Burgers' enthousiasme werkte aanstekelijk op de Transvalers en werd door zijn volk groots onthaald; enkele jaren later was er niets meer van deze bewondering over. Van de ambitieuze plannen was nauwelijks iets terechtgekomen en brachten de republiek op het randje van faillissement, waarop Burgers besloot extra belastingen te heffen die de bevolking weigerde te betalen.

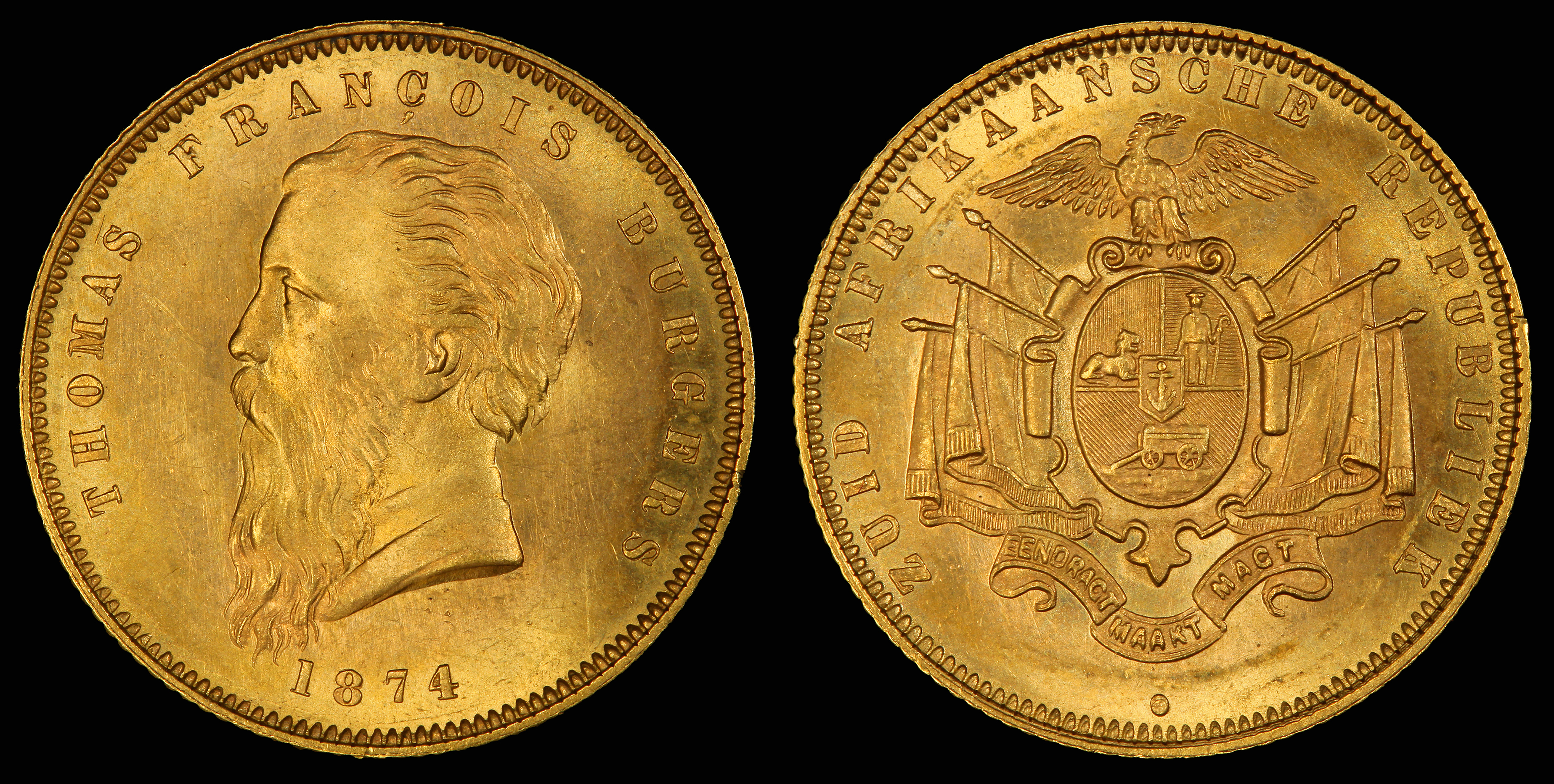
Kop- en muntzijde van de Burgerspond

### Burgerspond
In juli 1874 liet Burgers in Engeland de eerste 837 gouden staatsmunten van de Republiek slaan, bekend als de Burgerspond. Deze bestond uit een portret van Burgers aan de kopzijde en het wapen van Transvaal aan de muntzijde. Omdat de stempel tijdens de productie brak en vervangen moest worden ontstonden er twee soorten munten: 695 met een fyn baard en 142 met een growwe baard, afhankelijk van de dikte van Burgers' baard. Voor zijn beslissing om zijn eigen afbeelding op de nationale munt te zetten werd hij fel bekritiseerd door de Volksraad en beschuldigd van ijdelheid en egoïsme. De Burgerspond werd dan ook nooit in gebruik genomen.

### Ondergang
Toen er oorlog uitbrak met de Marota van koning Sekhukhune besloot hij zelf het leger aan te voeren in plaats van commandant-generaal Kruger, en de daaropvolgende nederlaag betekende uiteindelijk zijn ondergang. Londen stuurde Sir Theophilus Shepstone om over grieven te praten maar Burgers zag geen kansen om de onafhankelijkheid van zijn republiek te behouden. Op 12 april 1877 annexeerde Shepstone Transvaal voor het Verenigd Koninkrijk. De onafhankelijke republiek was officieel omgedoopt tot de Britse Transvaalkolonie.
Meer dan drie jaar na de annexatie verzetten de Boeren onder leiding van Paul Kruger zich succesvol tegen de Britse annexatie met de Eerste Boerenoorlog, waarna een onafhankelijk Transvaal herrees met Kruger als president.

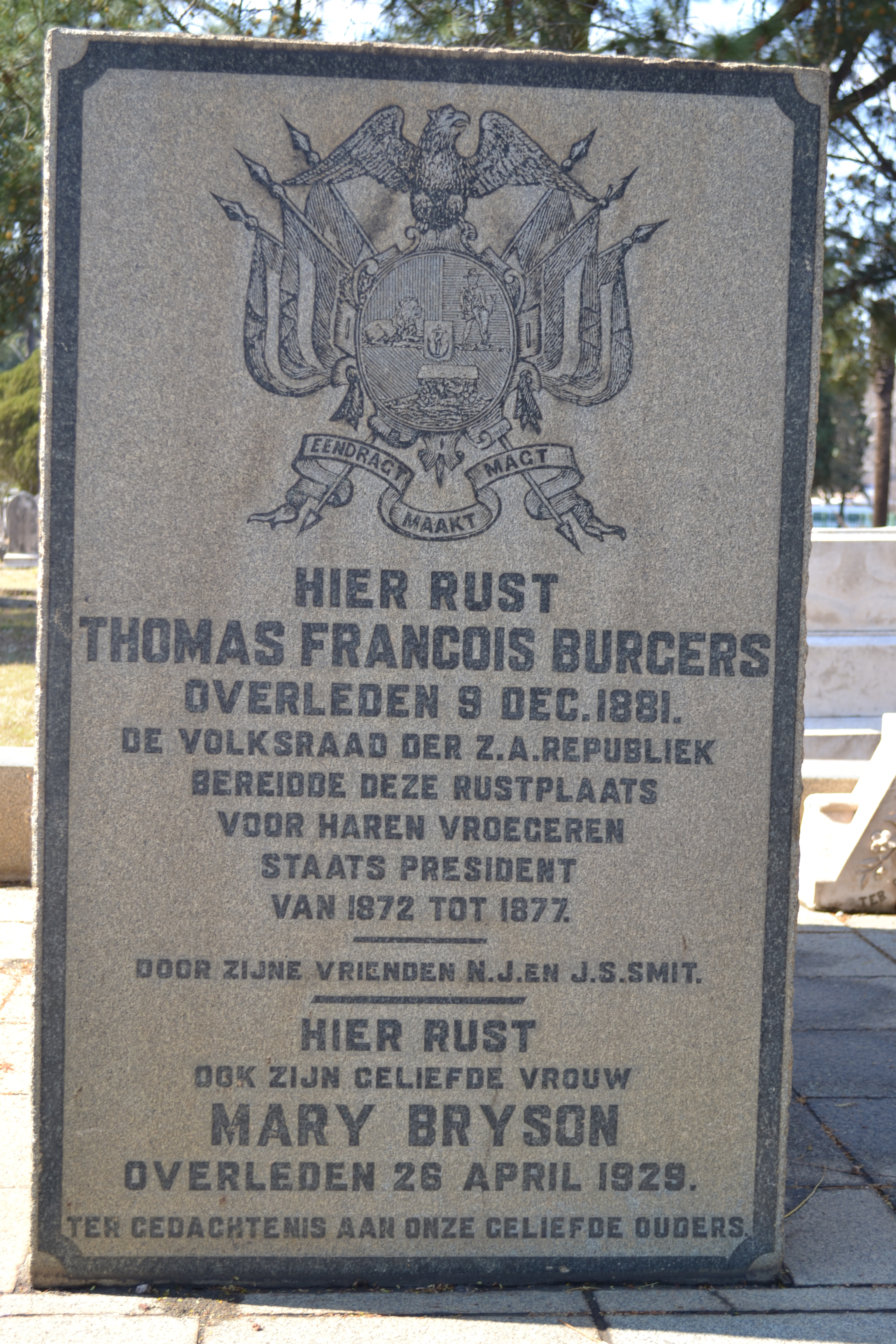
Het graf van Burgers en zijn echtgenote in de Heldenakker.

### Latere leven
De zeer onpopulaire Burgers verliet Transvaal en keerde terug naar de Kaapkolonie, waar hij leefde van een Britse uitkering tot hij in 1881 op 47-jarige leeftijd stierf. Op 26 november 1895 werd zijn lichaam herbegraven in de Heldenakker, een erebegraafplaats in Pretoria voor prominente Afrikaners. Mary Bryson overleed in 1929 op 92-jarige leeftijd en werd naast haar echtgenoot begraven.